# Costituzione provvisoria del Nepal del 2007
La Costituzione provvisoria del Nepal del 2007 era la legge fondamentale del Nepal in vista della transizione dalla monarchia alla Repubblica e dell'adozione di una nuova Costituzione democratica.

## Storia
Nel 2006 i maoisti e il governo nepalese raggiunsero un accordo per una Costituzione provvisoria, aprendo la via del governo ad interim e del Parlamento anche ai ribelli maoisti, ponendo inoltre fine ad una guerra civile tra il governo centrale e i ribelli che aveva fatto 10.000 vittime in dieci anni. Il 15 gennaio 2007 venne approvata la nuova carta costituzionale di transizione che sostituì la Costituzione monarchica nepalese del 1990, svuotando i poteri del re del Nepal Gyanendra, sul trono dal giugno 2001 dopo il massacro dei Reali nepalesi e che fino a quel momento aveva regnato per decreto.
Il 24 dicembre 2007 sette partiti, compresi gli ex ribelli maoisti e i partiti di governo, si accordarono sull'abolizione della monarchia e il 28 dicembre 2007, con un voto parlamentare, venne approvato dal Parlamento un emendamento costituzionale che costituì di fatto il primo passo per la trasformazione del Nepal in una Repubblica parlamentare e federale, proclamata poi ufficialmente dall'Assemblea Costituente il 28 maggio 2008.
La Costituzione provvisoria rimase in vigore fino al 2015, quando finalmente una seconda Assemblea Costituente riuscì ad emanare la nuova Costituzione repubblicana. Il testo provvisorio conteneva articoli sulla cittadinanza, i diritti fondamentali, le responsabilità, i principi direttivi e le politiche dello Stato, l'esecutivo, il potere legislativo del Parlamento, l'Assemblea costituente, la procedura legislativa, la procedura finanziaria, la magistratura, la commissione per l'inchiesta sull'abuso di autorità, il revisore generale dei conti, la commissione per il servizio pubblico, la commissione elettorale, la commissione nazionale per i diritti umani, il procuratore generale, la struttura dell'autogoverno statale e locale, i partiti politici, i poteri di emergenza, le disposizioni relative all'esercito, la modifica della Costituzione e le disposizioni transitorie.